# Académie militaire d'Agulhas Negras
Pour les articles homonymes, voir AMAN.

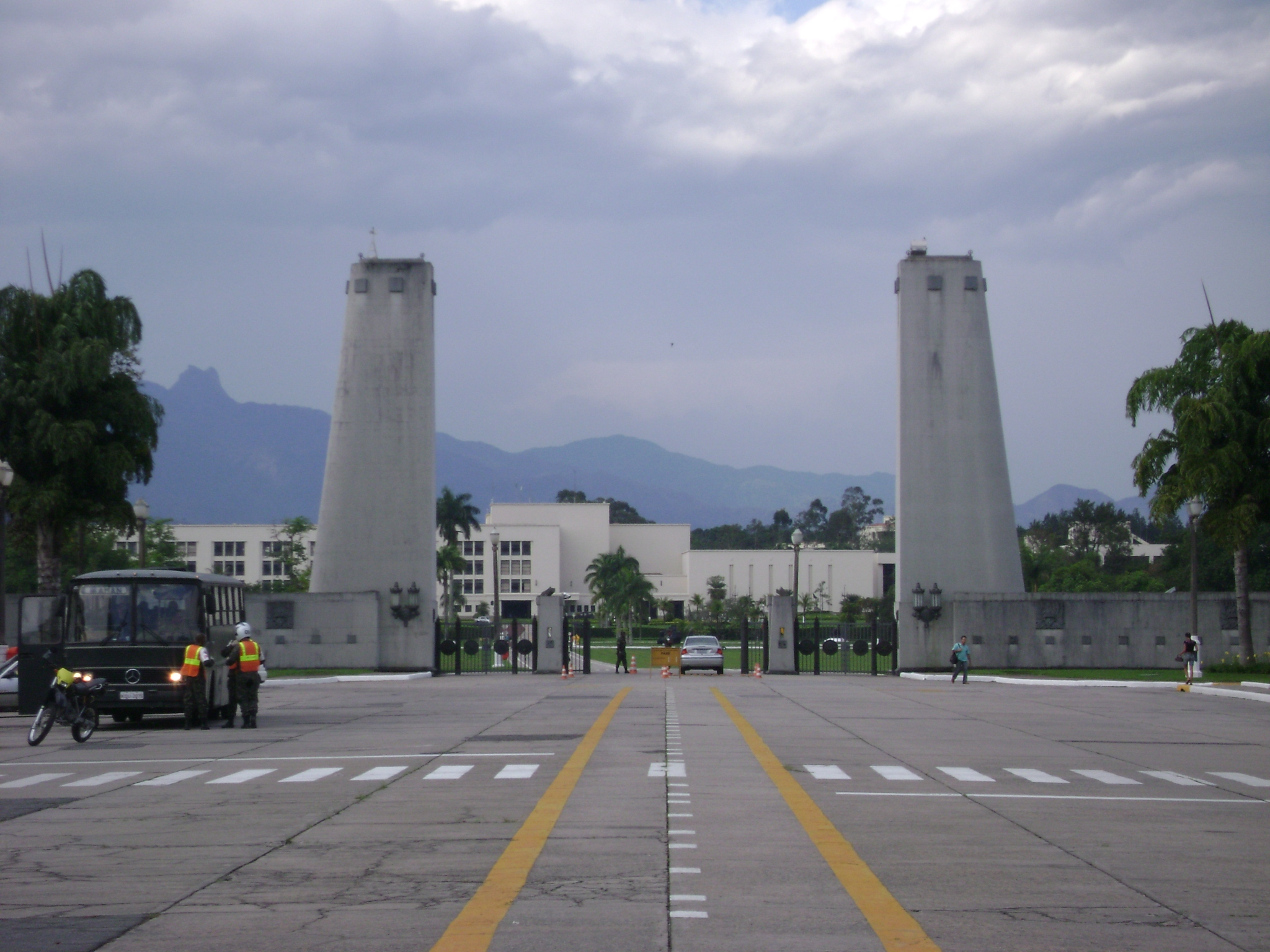
Entrée de l'AMAN.

L'Académie militaire d'Agulhas Negras (en portugais : Academia Militar das Agulhas Negras - AMAN) est une école militaire brésilienne située à Resende, dans l'État de Rio de Janeiro. Fondée en 1810, sa mission est de préparer ses élèves à intégrer le corps d'officiers combattants de l'Armée de terre brésilienne.
Il s'agit de la seule école de formation pour officiers de carrière en armes d'infanterie, de cavalerie, d'artillerie, de génie, de transmissions, de matériel et de train.
Pour entrer dans l’Académie, il est nécessaire de réussir un concours public annuel pour l’École Préparatoire des Cadets de l’Armée, située dans la ville de Campinas. Dans cette école, avec le titre d'étudiant, les jeunes soldats âgés de 17  à   22 ans suivent un cours d'un an, après quoi ils entrent à l'AMAN sans avoir à passer un nouveau concours public.